# Elefantenschule
In einer Elefantenschule werden Asiatische Elefanten auf ihren jeweiligen Einsatz vorbereitet und zielgerichtet ausgebildet. Einsatzgebiete sind

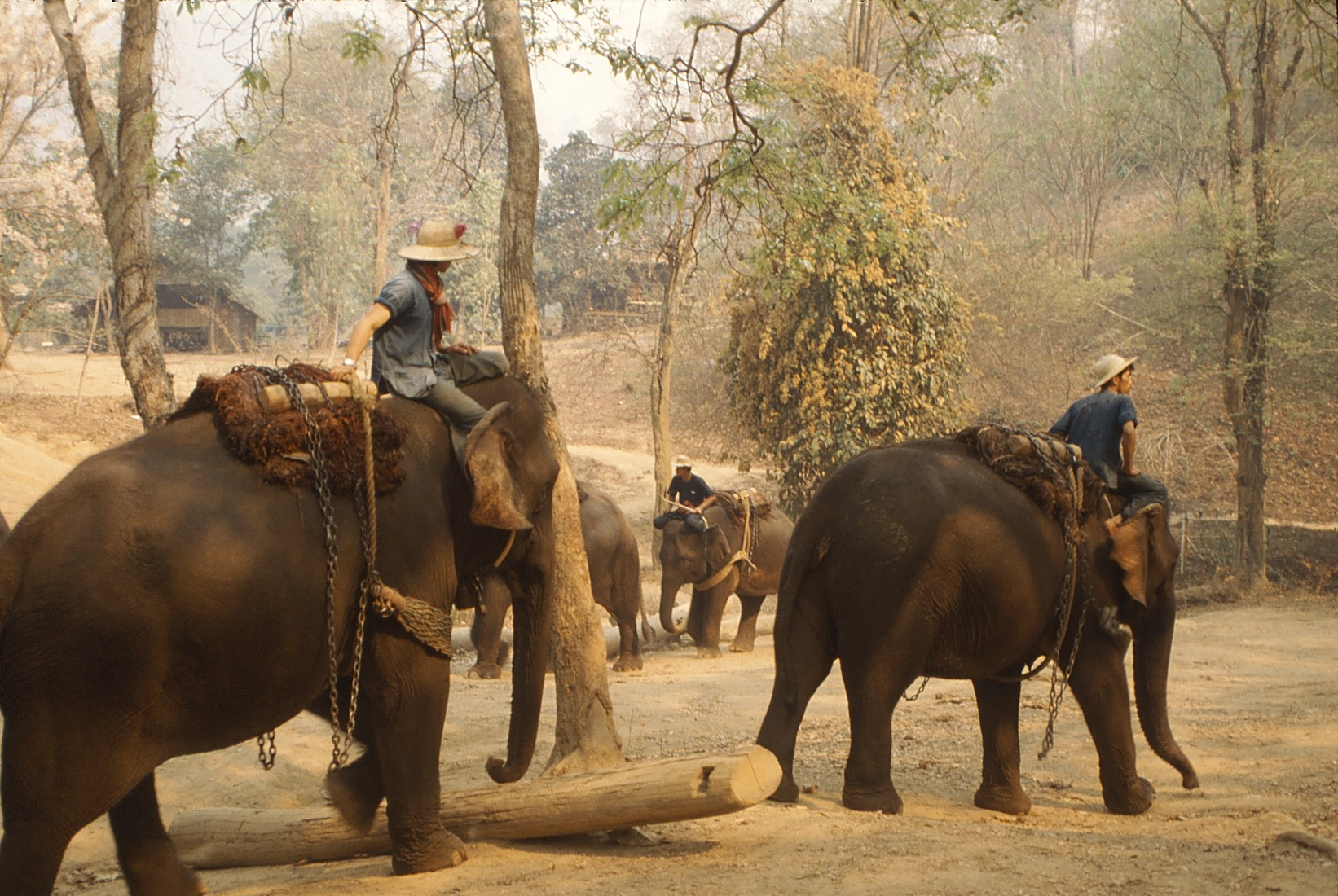
Elefantenschule

1. Waldbau (heute nur noch in Thailand und Myanmar)
2. Zirkus
3. Touristische Attraktion (meist ist das die Schule selbst)

Die einzige noch aktive Elefantenschule für Arbeitselefanten befindet sich in der Provinz Lampang auf dem Weg nach Chiang Mai, im Norden Thailands.  Die jungen Elefanten kommen mit etwa drei Jahren in die Schule, die Ausbildung dauert etwa sieben Jahre.
Der Lehrplan gliedert sich in:
- Ordnungsgemäßes Marschieren (in Reihe und paarweise)
- Arbeiten am Baumstamm (Verschieben, Aufheben, Tragen, Stapeln)
- Hilfestellung für die Vorarbeiter (Mahuts)

Touristische Elefantenschulen befinden sich noch in Pattaya und nördlich von Bangkok.